# 加拿大歷史 (1867年—1914年)
聯邦建立後的加拿大（1867–1914）是加拿大从自治领的形成，到 1914 年第一次世界大战爆发之間的历史。當時加拿大有 350 万人口，分佈在布雷顿角到五大湖之外的广大地区，且集中在美加边境一百英里左右的范围内。法裔的加拿大人佔人口三分之一，大约十萬人是原住民（原住民、因纽特人、梅蒂人）。這個時期的加拿大是一個由小农场组成的農業国家。最大城市蒙特利尔有人口 115,000 ，其次是多伦多和魁北克城，人口约 60,000。而在新国家首都渥太华的街道上，則仍然可以見到家豬在游荡。
加拿大经济除了依靠自给自足的农业外，还依赖于木材、鱼类和谷物的出口，以及从伦敦和纽约的投资资本。除了一些農具工廠外，同時代的工廠規模普遍都很小。大體而言，聯邦成立的头几年经济繁荣，但 1873 年至 1896 年的世界性萧条严重损害了出口经济，外国资本流入及移民數字均出現減少。从 1870 年到 1896 年，国民生产总值的增长率平均每年仅为 2.4%，但在 1897 年到 1913 年間則飙升至 6.2%。部分增长歸因於人口增长。 1870 年至 1896 年人均国民生产总值增长率为 1.3%，然后在 1897 年至 1913 年飙升至 2.6%。增长率縱然可观，但仍低于美国。面對联邦未有兑现其繁荣承诺，民眾的失望感油然而生。 

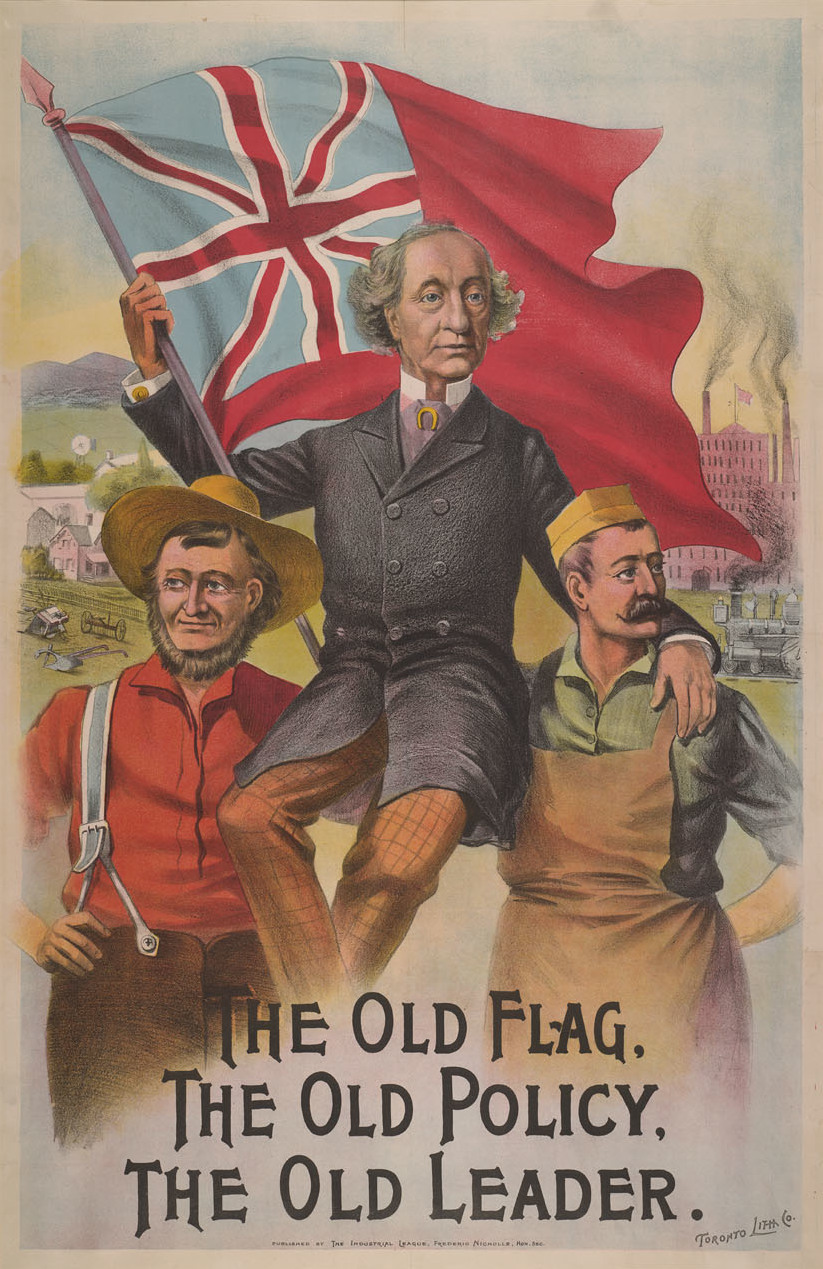
1891 年的保守党选举海报，约翰·A·麦克唐纳 (John A. Macdonald)

在政治上，联邦之父约翰·A·麦克唐纳（1815–1891 年）和他的保守党（“托利党”）一直主导着国家政治，直到他去世（期間有一次在野）。威尔弗里德·洛里埃（1841–1919 年）领导下的自由党(“Grits”) 在 1896 年至 1911 年间短暫执政，然后在罗伯特·博登推動的反美主义的运动中被赶下台。 
在地主和神父的领导下，加拿大的法语人口拥有其独特的传统文化；英语人口則以他们的君主制度和拒绝被美国吞并为荣。棒球和长曲棍球是最受國民歡迎的运动，但文化康體设施有限，整个新国家只有两所公共图书馆，魁北克省一半的成年人為文盲。酗酒在所有社會階層都極為普遍，即使是首相麦克唐纳有时都会在公共场合醉酒。
在政治上，这个新国家的特点是重視实用、踐行现实主义，而对抽象的理论或美学缺乏兴趣。國家重視家庭、教会、政党和對维多利亚女王的忠誠。历史学家后来以短語“和平、秩序和善政”（“paix, ordre et bon gouvernement”）來概括了加拿大的立宪原则。 
到1914年一次大战前夕，全国人口已达810万。大部分增长出現在新的西部省份，包括緬尼吐巴省、沙斯卡寸旺省、亞伯達省和卑詩省，而来自国外的移民則达到每年 40 万人。 横贯北美大陆的铁路的建设，是當時代國家政策的偉大成果，建立了大草原地區的定居点。肥沃的新农田，种植小麦的技术进步，使小麦能夠在高纬度地区成長；再加上英国增加投资， 使加拿大成为小麦的主要出口国。 反帝国主义的民族主义與帝国主义民族主义和对王室忠诚的问题持續存在。语言问题上的争论也越来越激烈，尤其是法语在魁北克省以外地区的地位。种族、宗教紧张局势在法裔加拿大人和英裔加拿大人之间；信仰天主教的爱尔兰人（“绿党”）和新教爱尔兰人（“橙党”）之间；以及西海岸的歐裔加拿大人和亞裔加拿大人之间爆发。

## 聯邦初建
在 1860 年代，英国人担心在美国内战后，美国可能進攻加拿大。英国还担心美国定居者会向北扩张，佔據一些法理上属于英国，但人烟稀少的土地。同時間，芬尼亞兄弟會发起的突袭亦是問題，此兄弟會由一群爱尔兰裔美国人組成，要求英国给予爱尔兰独立。自 1840 年代以来，加拿大本质上已经是一个自治的殖民地，英国亦不再認為值得以高昂代價，來保留加拿大殖民地的地位。人们认为，如果加拿大独立，對加英雙方的政治和经济都有得益。这些因素開啟了首次關於建立真正的、正式的加拿大政治联盟的討論。然而，這些政治討論首先要克服内部障碍，加拿大省在任何时期都没能出現一個保持稳定的政府，由约翰·A·麦克唐纳和乔治-艾蒂安·卡地亚 ( George-Étienne Cartier ) 领导的托利党与乔治·布朗 ( George Brown ) 领导的自由黨(Clear Grits) 经常发生争执。 1864年，两党决定联合组成“大联盟”，这是成立联邦的重要一步。 

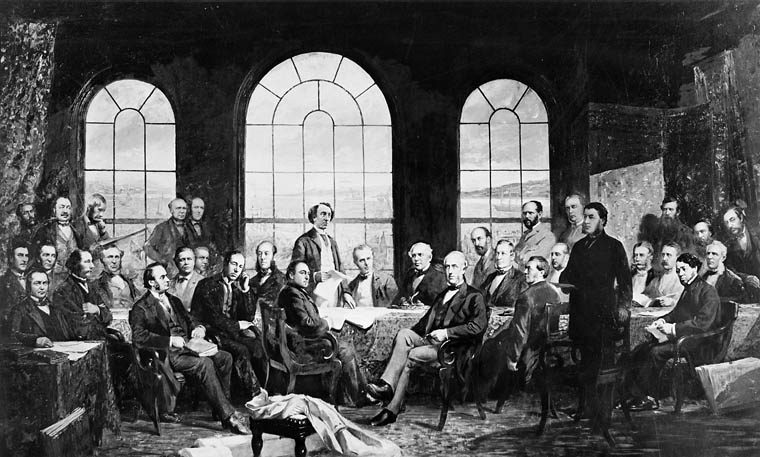
魁北克城“聯邦之父”會議

与此同时，更东边的殖民地，新斯高沙省、紐賓士域省、爱德华王子岛和纽芬兰，也在讨论彼此的政治联盟。 1864 年，加拿大省的代表与他们一起参加了在爱德华王子岛查洛頓举行的查洛頓会议，讨论建立一個包含上述所有殖民地的聯盟，这些讨论延伸到 1864 年的魁北克会议。虽然每个殖民地都存在反对意见，但只有爱德华王子岛和纽芬兰决定不加入联邦。 1867 年，其餘殖民地的代表前往英国，最终确定了 1867 年 7 月 1 日通过《英屬北美法案》 （BNA Act）批准的聯邦。 
上述法案的早期草案顯示麦克唐纳和其他联邦之父将这个新国家视为一个王国，并有意将该国的正式定名為“加拿大王国”。尽管人们仍然认为加拿大在 1867 年成为“独立的王国”，但伦敦殖民地办公室认为加拿大王国一名過於“不成熟”和“自負”，最後採納“ 自治領 ”（Dominion）一詞。 在1879 年，7 月 1 日正式定为自治领日，以庆祝联邦成立。虽然不列顛北美法案赋予加拿大在大英帝国范围内擁有高度的自治权，但仅限于内部事务。对外事务，例如与美国的边界谈判，仍然由英国控制。这个新国家由保守党领袖、首相麦克唐纳领导。

## 社會和政治張力
在自治領建立的頭三十年，加拿大的物质条件很薄弱，民眾的心理情绪甚至日益消沉。历史学家 Arthur Lower 总结说，在 1880 年代后期，“加拿大从未达到过如此消沉的状态；在其人民中的民族精神，顯得非常薄弱。” 經濟增长在這段時期非常缓慢，尤其是海洋省份和魁北克省等的大片地區，更日漸蕭條。
加拿大的工业化非常缓慢，因此几乎没有创造高薪工作。苦苦經營的农场很难与美国农业竞争。移民取經加拿大前往快速发展的美国，當地的高工资、新工作和新土地吸引着雄心壯志的人。许多加拿大人自己亦移民到美国。讲英语的人去了纽约州、密歇根州和明尼苏达州；魁北克人則向南迁入新英格兰的纺织厂。  50 万人离开了海洋省份，几乎没有移民遷入。 联邦之父曾设想通过建设横贯大陆的铁路网络实现经济快速增长，但這條鐵路要去到 1880 年代末才完成，整個建設過程，帶來重重挫折，而非繁榮。 例如在緬尼吐巴省，当加拿大太平洋鐵路突然将其业务从该省中部转移到南部边缘时，当地商人和投机者感到愤怒，其律师和政客阻止了竞争对手线路的开通。同時代的加拿大人不信任他们的政客，并屢次揭發腐败貪污，尤其是政客签订并为政客谋利的金融合同。人们普遍认为联邦失败，省级政客试图削弱聯邦政府的权力，而地方上很少有支持聯邦政府的声音。 

### 語言之爭
加拿大自治領建立的頭三十年，宗教、语言和种族差异逐年恶化。欧裔加拿大人是虔誠的群體，但信仰的不同，導致新教徒和天主教徒互相憎恨。法語人口看到他们的传统文化受到英語族群的威脅，英語人口則控制着包括魁北克省在内的整个加拿大的商业和金融，并系统性地阻止法语学校在魁北克以外的地区扩张。 1885 年路易里尔因叛国罪被处以绞刑，这让法語人口相信他们受到衝擊，並對魁北克省的保守党支持造成永久傷害。法語民族主义成为一股强大的力量，至今仍左右魁北克省的發展。
在爱尔兰人社区，新教橙黨和天主教綠黨之间的長期仇恨有增无减。橙黨吹嘘他们的盎格鲁-撒克逊文明（Anglo-Saxon）和新教文化，會比停留在中世纪的落後天主教要好得多。橙黨嘲笑法国人和爱尔兰人落后，且注定失败。  种族、宗教、语言的界线被清晰劃定。異族通婚固然少见，但與異族朋友，甚至是日常溝通都很少見。然而，天主教爱尔兰人与新教徒联合起来，阻止了法语学校在魁北克以外的地区扩张，从而在天主教社区内部造成严重的張力。
英语人口普遍信任英国和整個大英帝国，但對英國政府卻有不同的想法。英國政府在美国内战后推动加拿大自治領成立，以避免因保卫加拿大免受美国的可能入侵而要付出巨大代价。在阿拉斯加边界争端中，倫敦政府表明了他重視與美国交好，多於保障加拿大的利益。另一方面，许多商人想加入美国，导致上流社会內的政治張力。 
在 1896 年之后，随着西部小麦種植计划的启动，加拿大的经济終於复苏。移民激增，加拿大的前景變得樂觀起來。 

## 原住民
作为联邦成立的一部分條款，加拿大負責履行一些與原住民相關條約的义务。在麦克唐纳的领导下，加拿大于 1869 年从哈德逊湾公司手中买下了鲁珀特地和西北地区。这是未被割让的原住民领土，新政府延续了英国的政策，通过与原住民族群进行谈判，簽訂條約，以获得土地，使得欧洲人能够定居當地。卑詩省的现有殖民地是其中的例外，他並没有与沿海原住民签订条约。从 1871 年的第1 號條約开始，编号条约由加拿大政府和各原住民群體谈判达成。在这些条约中，原住民放弃了对大片土地的原住民業權，以换取政府承諾提供专供他们使用的保留地以及学校、食物和其他权利。
與美國擴張時不同，加拿大在大草原上扩张時，並未出現與原住民發生大規模的戰爭。 然而，扩张并不完全和平。 1870 年，梅蒂人起义促成了緬尼吐巴省的形成。 1873 年，加拿大政府成立了西北骑警以管理西北地区。梅蒂人和一些原住民盟友于 1885 年发动了西北叛乱，最後被军事镇压。而白人定居者、加拿大和美国商人以及原住民之间发生了规模较小的冲突。
联邦成立后的时期是许多草原省份原住民的艰难时期。 1870 年代，草原上的野牛群消失（部分原因是家养牛传染了疾病）。许多当地人受到欧洲人導致的饥荒和疾病影响，被逼在與加拿大签订条约时寻求食物和医疗支持。对原住民的援助是一个政治问题，麦克唐纳政府减少了對印第安事务部的撥款，此等撥款本身用於提供医疗支持和救济食物。 在此期间，天花和结核病在草原省份的原住民中流行。由于营养不良等原因，结核病在 1880 年代肆虐了原住民保护区。 
在加拿大第二任總理亚历山大·麦肯齐的领导下，加拿大于 1876 年引入了《印第安法》 ，以规范聯邦与原住民的关系。根据法案，加拿大政府對原住民實行家長式管理。政府继续实施联邦建立前的政策，通过“选举权”来“教化”原住民。如要成为完全的英国臣民，原住民必须放弃其“印第安身份”并学习英语。
加拿大禁止一些原住民习俗，例如散財宴的禁令。《印第安法》亦形成了一个由选举产生的議會系统，取代了现有的传统政府體系。加拿大政府引入了寄宿学校制度，教导原住民儿童忘记他们的语言和传统。这些政策将持续到 20 世纪。加拿大真相與和解委員會后来将寄宿学校系统定性為文化种族灭绝。 

### 紅河叛亂

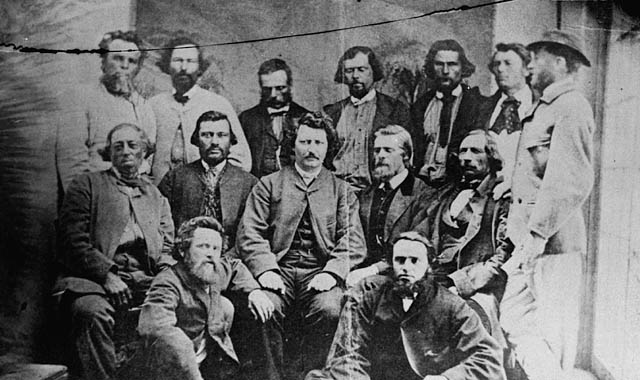
梅蒂人的红河临时政府

加拿大自治領的新政府鼓励移民在大草原上向西定居。然而，已经住在那里的原住民和梅蒂人、原住民和法裔加拿大毛皮商的后裔，反对一波又一波讲英语的移民占领他们的土地。在红河定居点（今緬尼吐巴省温尼伯附近）中的梅蒂人，由路易·里尔领导下，组建了一个临时政府与加拿大政府谈判，尽管这些谈判很快破裂。里尔在 1869 年和 1870 年领导了红河叛乱，期间处决了一个橙黨新教爱尔兰人，在新教英裔加拿大人中引起轩然大波。麦克唐纳派民兵镇压叛乱，而且很快平息，里爾逃到了美国。许多梅蒂人向西迁移到沙斯卡寸旺省的荒蕪地区。
叛乱导致緬尼吐巴省于 1870 年成立，其法律旨在保护当地人、梅蒂人、法语和英语群體、天主教徒和新教徒的权利。 

### 1885 年的西北叛亂

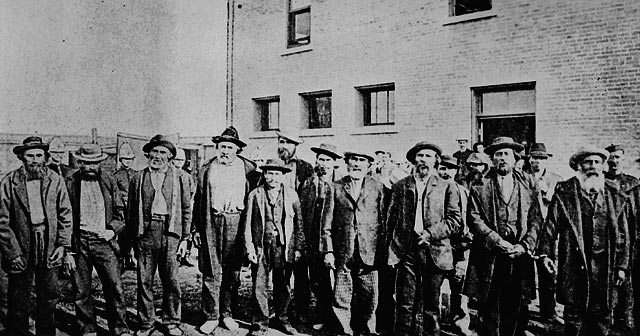
叛乱后的梅蒂人和原住民囚犯，1885 年 8 月

红河叛乱后，许多梅蒂人向西迁移到现在的沙斯卡寸旺省。然而，随着铁路的不断西扩和移民的源源不断，他们繼續憂心自己的生活方式受到威胁。 1884 年，里爾应梅蒂人领导层的要求，向加拿大政府表达了梅蒂人的不满。在情願外，他更组织了一支军事力量，后来升级为一场小型战争，即 1885 年的西北叛乱。里尔的异端邪说，導致他被天主教传教士和其他所有白人盟友抛弃，但得到了加入叛乱的沙斯卡寸旺省原住民克里族和阿西尼博因人的支持。在渥太华的聯邦政府利用新铁路线派遣了数千名士兵、骑警和民兵鎮壓，他们在巴托什成功擊敗了叛军。一些叛军以及里尔被捕，并被判犯下了叛国罪。麦克唐纳总理拒绝了许多抗议和民众的呼吁，尤其是来自魁北克的抗议，决定判里爾绞刑。梅蒂人無奈屈服，印第安战争自此消歇。 
里爾被法语族群理想化为英勇的牺牲者，他的处决对加拿大产生了持久的负面影响，使这个新国家在种族和宗教方面两极分化。长期以来，里爾的历史声誉一直毀譽參半，一是被描绘成一个危险疯狂的宗教狂热分子和反对加拿大民族主義的反叛者；一是被描绘成一个英勇的反叛者，为了保护他的法语人民免受英语政府不公平的侵犯而斗争。近代他更普遍被譽為多元文化主义的支持者，尽管这淡化了其奮鬥理念主要是為了梅蒂人民族主义和政治独立。  
这场危机拯救了濒临财务崩溃的加拿大太平洋铁路公司，展示了鐵路的军事价值，并赢得了保守党的支持，以进一步资助完成这条线路，从而实现了麦克唐纳修建横贯大陆的铁路以助统一加拿大的梦想。 
镇压西北叛亂是加拿大第一次的独立军事行动，耗資五百萬，另加數百萬元以完成加拿大太平洋铁路。它保证了政府对大草原地區的控制，并表明聯邦政府有能力采取果断行动。然而，它失去了保守党在魁北克的大部分支持，并导致法语社区永久失去對英语社区的信任。 

## 東西擴張

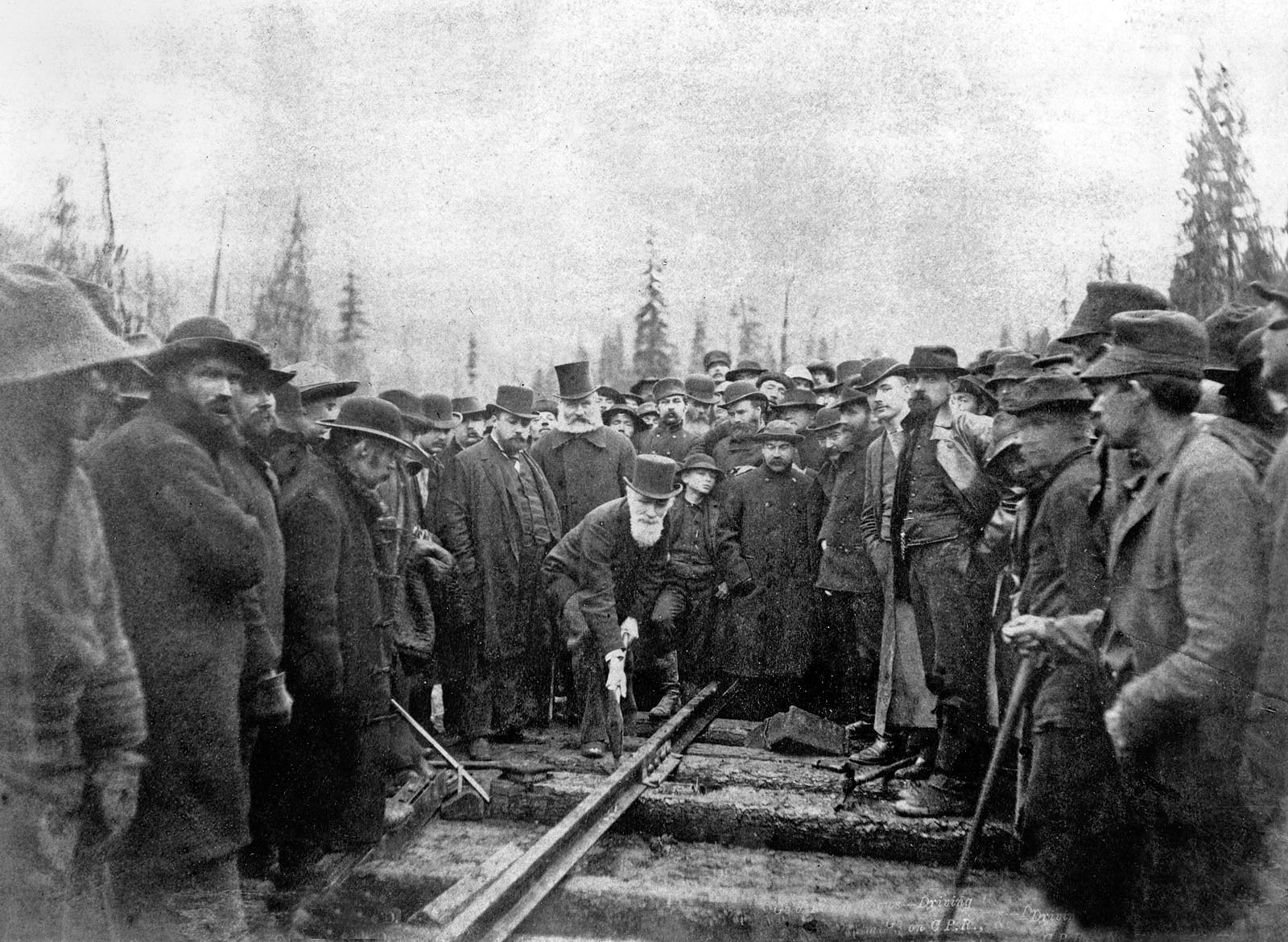
1885 年 11 月 7 日，加拿大太平洋铁路的最后一个道钉，卑詩省克雷盖拉奇

1866 年，卑詩殖民地（前新喀里多尼亚）和温哥华岛殖民地合并。卑詩省对于英国控制太平洋具有重要意义，并且是英国、美国、俄罗斯、西班牙和中国之间毛皮贸易的中心。它没有参加最初的联邦会议，但在 1871 年麦克唐纳承诺修建一条横贯大陆的铁路时同意加入加拿大。加拿大太平洋铁路和自治領大地測量，兩項龐大工程很快開展。

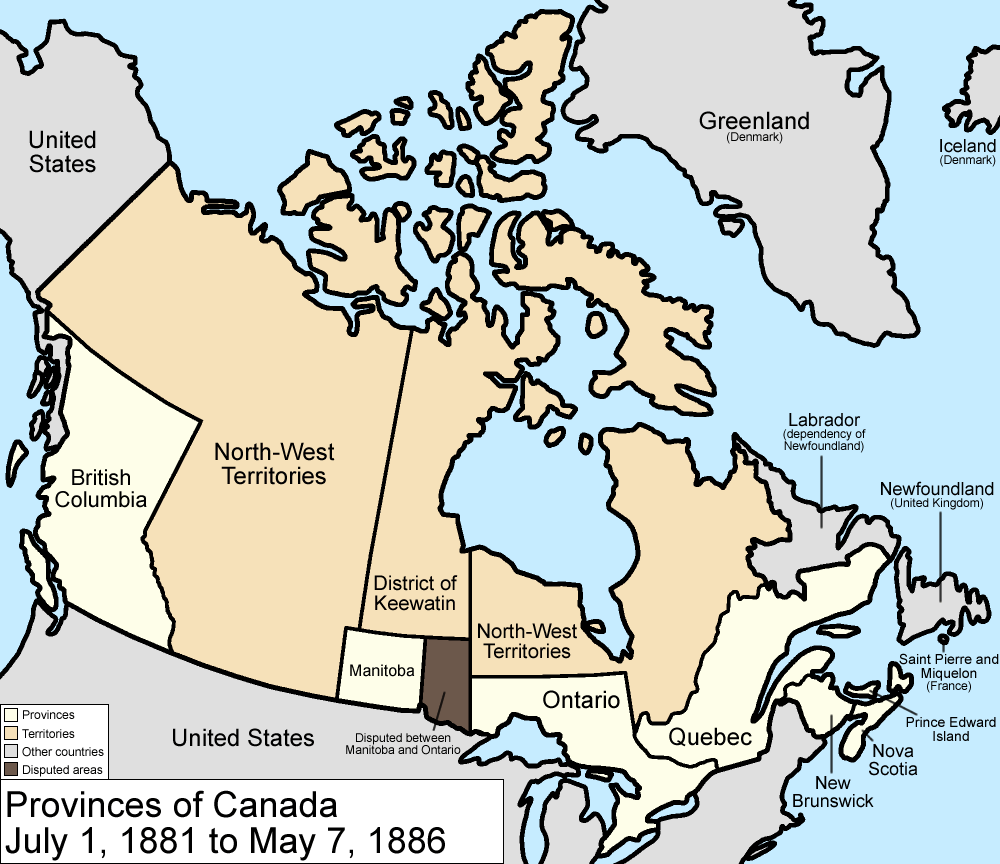
加拿大各省，1881–1886 年

1873 年，爱德华王子岛终于接受了聯邦政府的建議，以協助該島偿还铁路债务和其他條件，加入了自治领。 麦克唐纳于 1873 年创建了西北骑警，以维持西北地区的治安，并在美国可能侵占这片人烟稀少的土地的情况下，维护加拿大的独立。 西北騎警因在西方维护法律和秩序而成为传奇。 

### 鐵路

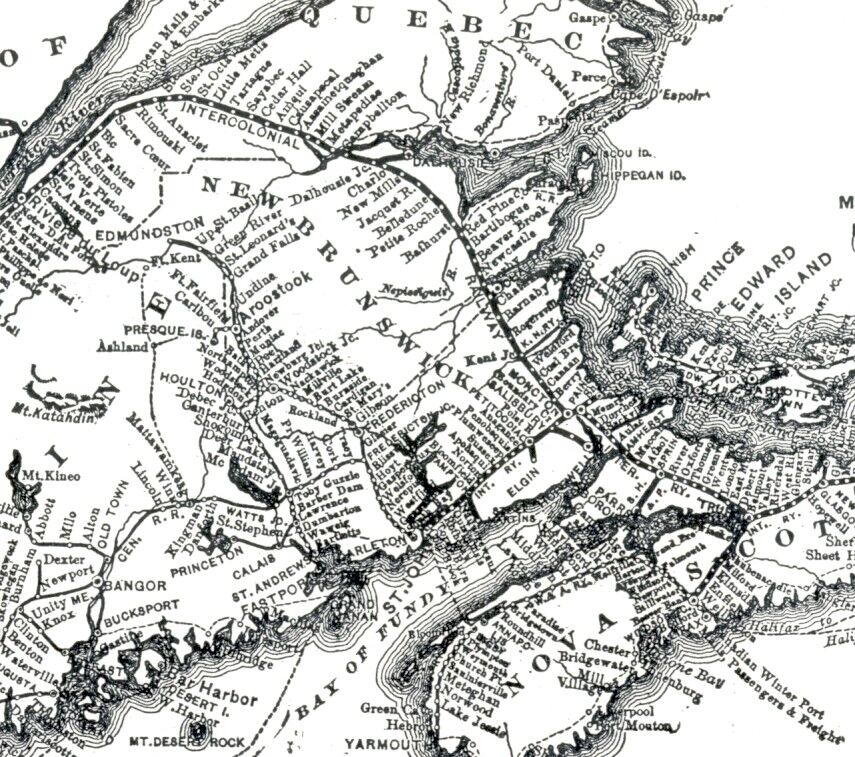
1877 年的殖民地间系统地图

联邦政府出于政治目的大力支持铁路发展。它想借鐵路把遥远的省份联系在一起的同時，盡量擴大加拿大的内部贸易，以尽量减少与美国的贸易，來避免加拿大在经济上成為美國的附庸。 殖民地際鐵路建于 1872 年至 1876 年，将海洋省份与魁北克省和安大略省连接起来，并對通往英国的無冰航運路线做出了贡献。在外交上，這鐵路避免了在战时需要先取得华盛顿许可，才可透過美国缅因州的鐵路以运送军工產品。从更大的角度来看，它为政府拥有和运营的铁路系统提供了楷模。 
西海岸至少修建了 3 条横贯大陆的线路，但这远超當地交通運輸需求，導致這些鐵路系统过于昂贵。然而，渥太華政府优先考虑的是国家统一，而不是国家预算。 
联邦政府被迫接管一條又一條的线路，并弥补他们的赤字。由于大部分设备是从英国或美国进口的，而且运载的貨品大多来自农场、矿山或森林，因此对制造业的刺激不大。另一方面，铁路对于大草原小麦产区的发展以及煤矿、伐木和造纸业的发展至关重要。東岸圣劳伦斯水道系统的改进继续进行，许多短的鐵路線連接到河港。 
到 1875 年，政府将四分之一的预算用于建设長達4000公里的加拿大太平洋鐵路，以及完成殖民地際鐵路。 1880 年与加拿大太平洋铁路的辛迪加安排吸引了加拿大，乃至是美国和欧洲的银行家加入投資。加拿大遼闊的國土以及西部的大山大水使得興建鐵路變得困難重重，但这条线路最終於 1885 年底从蒙特利尔开通至温哥华。  
新的私人财团开始通过加拿大西北土地公司出售土地，以示范农场吸引定居者并推广旱作技术，并在亞伯達省建设灌溉系统。铁路还开辟了煤矿和铅矿，設立了新闻服务，开通了电报线路。它在山区创建了旅游酒店，最著名的是在亞伯達省得班夫鎮和附近的路易斯湖城堡酒店，以及在主要城市興建的标志性车站。 加拿大太平洋鐵路公司建立了一个机队穿越加拿大，在欧亚之间提供快速的客运和货运服务。与美国铁路的连接被证明是有价值的，由于到 1890 年美国边境基本关闭，希望在处女地定居的移民从美国迁往大草原省份。這些移民通过铁路运出小麦，并从安大略省订购物资。 
在1873年爆发了丑闻。当加拿大太平洋铁路公司在 1872 年帮助资助麦克唐纳的竞选活动时，麦克唐纳和保守党政府面临重大政治危机。 1874 年举行选举，亚历山大·麦肯齐成为第二任总理。公眾對麦克唐纳的懷疑要去到1878年，他及保守黨政府再次上場後才證實減退。

### 麥克唐納的“國家方針”
在再次擔任总理后，麦克唐纳在 1879 年推出了国家方針，这是一项旨在加强加拿大经济的保护性关税制度。该政策的一部分內容仍然是興建铁路，此舉使貨品更容易在全国范围内流轉。這政策亦針對美國而來，畢竟美国的经济比加拿大強大得多；1854 年至 1866 年，美国与加拿大联合省签订了贸易互惠条约，但在联邦成立之前該條約被廢止。许多人认为这项政策只对安大略省有利，因为海洋省份特别依赖与美国的贸易。縱然此方針在一定程度上有助于维护加拿大的独立，但在工业化程度较低的海洋省份和西部地区作用有限。 

### 安大略省爭取省的權利
虽然麦克唐纳可能希望不列顛北美法案能够为渥太华的中央政府提供强有力的支持，但一些省份，特别是在省長奥利弗莫瓦特领导下的安大略省，則推动能偏利于省的憲法解釋。莫瓦特从 1872 年到 1896 年担任安省省長，由于一系列关于酒牌、河川使用和矿产权管辖权的省级法院判决，他成为麦克唐纳总理的“死敌”。安大略省和马尼托巴省之间的边界成为一个争论激烈的问题，联邦政府试图将马尼托巴省的管辖权向东扩展到五大湖，进入安大略省宣称拥有主权的地区。 1882 年，省長莫瓦特威胁要就此问题，把安省從聯邦中退出。莫瓦特派省警进入有争议的领土，以维护安大略省的主权，而马尼托巴省（应国家政府的要求）也这样做了。 英国枢密院司法委员会作为加拿大的最高上诉法院，多次作出有利省权的裁决。这些决定在某种程度上会中和中央政府的权力，创建一个更加分散的联邦。 John Ibbitson 在 1914 年写道：
聯邦已經發展成約翰·A·麥克唐納最可怕噩夢。 強大、獨立的省份，在自己的領域內擁有主權，操縱財產權，徵收自己的稅——在少數情況下甚至徵收所得稅——開發自然資源，管理學校、醫院和對窮人的救濟，而一個軟弱無能的中央政府瑟縮在渥太華河岸的小首都中，幾乎沒在管理任何事情。

### 緬尼吐巴学校问题
在红河叛乱和曼尼托巴加入联邦后，来自英属加拿大的定居者大量涌入該省。 1890 年，省政府通过了《曼尼托巴学校法》 ，取消了政府对天主教学校的资助，并废除了法语官方语言的地位，这違背了创建该省的《曼尼托巴法》。这引發另一场联邦政治危机，总理鲍威尔在1896年被迫辞职。来自魁北克的天主教徒威爾弗里德·洛里埃接任总理。洛里埃制定了一个折衷方案：当有大量讲法语的学生时，学校将使用法语。这一妥协遭到双方的谴责，但被认为是唯一可能的解决办法。然而，随着里尔的处决，緬尼吐巴学校问题強化了法裔加拿大人的民族主义。 

## 西部移民
虽然国家方針推出、加拿大太平洋鐵路通車和自治领土地法案實施已经過了十數年，但加拿大大草原地区的大规模移民直到 1896 年左右才开始。

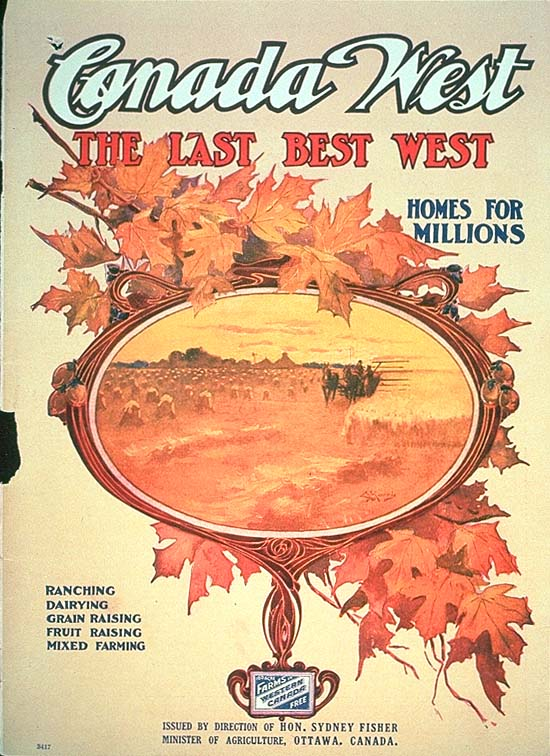
宣传“最后的最佳西部”的小册子

### 克朗代克淘金热

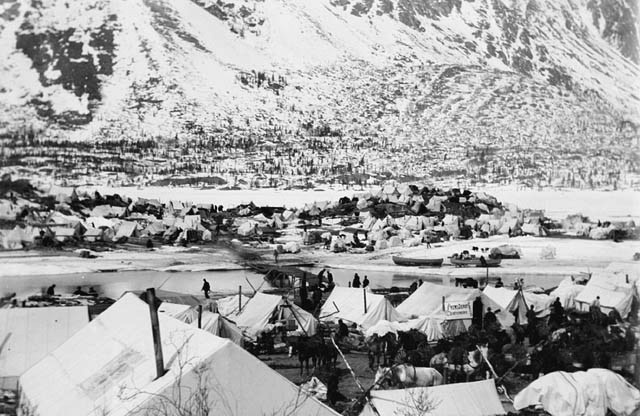
育空河源头的矿工营地

1896 年 8 月，由Skookum Jim Mason领导的团队在克朗代克河的一条支流上发现了黄金。这一发现于 1897 年公布后，估计有 30,000 至 40,000 人在 1897 至 98 年的冬春期间不畏艰辛到达克朗代克金矿区。随着美国人蜂拥而至，西北地區面臨人口突然激增、经济活动蓬勃和非加拿大人涌入等情況，聯邦政府决定成立新地區，以减轻西北地区政府的壓力。 1898 年 6 月 13 日，育空成为一个独立的领土。 1901 年，在许多人鎩羽而歸后，人口普查显示育空地區有人口 27,219 人，而要去到 1991 年才再次達到這個水平。人口的涌入极大地刺激了育空地区其他區域的矿产勘探，并导致了卑詩省阿特林和阿拉斯加诺姆的两次淘金热以及一些小型淘金热。对金矿的运输需求导致了懷特山口與育空鐵路的建设。

### 阿拉斯加边界争端
当在克朗代克发现黄金时，阿拉斯加與加拿大邊界是否準確变得很重要。矿工必须通过美国阿拉斯加才能到达那里。同時，加拿大想要拥有自己的太平洋港口，但美国拒绝了租用提议。相反，美國声称其与俄罗斯阿拉斯加的历史边界包括林恩运河和史凯威港，这两个港口均被美国占领。争端于 1903 年进入仲裁，但令加拿大人愤怒的是，英国代表站在美国人一边。倫敦政府以加拿大为代价，确保英國和美國之间能夠保持良好关系。不满情绪导致洛里埃和他的自由党在 1911 年的选举中失败，因为他们提议与美国签订一项降低关税壁垒的互惠贸易条约。 

### 卑詩省高涨的反亚裔情绪
在 1885 年之前，加拿大对移民的限制主要是为了应对大规模的移民浪潮，並沒有作为官方政策专门针对一个群体或种族。而在 1885 年立法通過對華人徵收人頭稅，旨在应对越来越多的华人在加拿大太平洋铁路上工作。卑詩省的西北欧裔加拿大人对来自亚洲的移民感到恐惧和愤怒，他们认为这些移民威胁到他们的工作，以及英式文化和其生活水平。大量華人湧入導致的吸食鸦片等问题尤其令人担忧。    由1886 年，省政府開始对华人征收人头税， 随后在 1900 年和 1903 年增加稅款，限制了华人移民加拿大。到 1904 年，进入加拿大的人头稅达到每人 500 美元之多。
因著 1897 年的移民浪潮，   省政府在1908年修法後，要求定居該省的南亚（主要是旁遮普锡克教徒）的移民要在抵达加拿大至少擁有 200 美元。一年前的 1907 年，省政府剥夺公民权的措施打击了該省的南亚群體，他们因此被剥夺了联邦投票权和获得政治职位、陪审团职责、獲得專業認證、在公共服务和公共工程工作的机会。 
与 1887 年之前的骚乱类似，1907 年在温哥华发生了一场针对东亚裔加拿大人的大骚乱，而几天前贝灵厄姆发生了针对南亚人的类似骚乱。一群英裔加拿大暴徒袭击了东亚裔加拿大人的商家，但遭到了日本社区的顽强抵抗。 1914 年， 駒形丸號（Komagata Maru）载有 376 名旁遮普人（337 名锡克教徒、27名穆斯林和 12 名印度教徒）抵达温哥华，但只有 24 人获准入境，该船最终被迫返回印度，进一步印證該時期的反亚裔情绪。到 1923 年，自治领政府通过了华人移民法，该法禁止所有华人移民，該法要直到 1947 年才被废除。  1942 年，日裔加拿大人在二戰期间被围捕，并送往内陆的集中營囚禁。
亚裔加拿大人终于在 1947 年获得了平等的地位和投票权。 2006 年 6 月 22 日，政府正式就过去对华人定居者和移民的歧视作出道歉和赔偿。 此外，2016 年，加拿大政府就在駒形丸號期间歧视潜在的南亚定居者和移民，在议会发表了全面道歉。

## 流行文化
19 世纪的加拿大人开始相信自己拥有独特的“北方性格”，因著加拿大漫长而严酷的冬天，只有身体和精神都坚强的人才能生存。这种坚韧被认为是加拿大人的特征，冰球和雪鞋行走等反映此特徵的运动成為加拿大人的特征。 在赛场外，加拿大人表现出平和、有序、礼貌的民族特色；在賽場內，他们在冰球比赛中大声尖叫，为速度、暴力欢呼，冰球儼然加拿大的國家象征。 然而，與美國相仿，最受欢迎的运动是棒球，并由城市中的爱尔兰天主教徒特别推广。 

## 洛里埃和加拿大在帝国中的角色
洛里埃希望以一种独特的加拿大民族主义意识团结法语和英语加拿大人，而非盲目效忠英国。与一些美国人一样，他也希望将重点转移到北美，这一政策通常被称为“大陆主义”。然而，在 1899 年，英国人立即假设加拿大将向南非的布尔战争提供军事支持，而英裔加拿大人确实对军事行动提供了重要支持。加拿大的法語人口則强烈反对为英国的帝国主义战争提供军事支持。反对派由亨利·布拉萨 ( Henri Bourassa ) 领导，他和洛里埃一样，喜欢一个统一、独立的加拿大。布拉萨谴责了洛里埃允许志愿军参战的決定，尽管选择派遣志愿军外的另一選擇，是召集一支官方军队。
作为总理，洛里埃于 1905 年成功地将沙斯卡寸旺省和亞伯達省劃出西北地區，纳入联邦。他感到加拿大即将成为世界强国，并宣称20世纪将“属于加拿大”。然而，当他在 1910 年引入海军服务法时，他受到更多批评。該法的目的是让加拿大减少对英国和英帝国主义的依赖，但布拉萨相信英国人会在需要时，如同調遣加拿大陸軍般召集加拿大海军。亲英帝国主义者也反对企圖将加拿大从帝国中移除的舉動。海军服务法案导致洛里埃在1911 年的选举中下台。以罗伯特·莱尔德·博登为首的保守派抨击与美国的互惠政策，並警告兩國强大的经济联系会削弱帝国，让美国越發接管加拿大的经济。
当时的英国政客和日後的历史学家一直在探索維持大英帝国的體制，是否对英国而言过于昂贵。约瑟夫·张伯伦認同這個想法，但他在 1902 年的帝国会议上，要求海外合作伙伴增加獻款的請求却收效甚微。加拿大和澳大利亚曾谈到资助一艘军舰，但加拿大参议院在 1913 年投票否决了此提案。 与此同时，英国皇家海军调整了其战争计划，将重点放在德国，減少防御太平洋和印度洋等周边地区的預算，因為這些地域面對较少威胁，而保衛加拿大則是英國的較次任務（lower priority）。 